# روباه پرنده ماکیرا
روباه پرنده ماکیرا (نام علمی: Pteropus cognatus) نام یک گونه از سرده روباه پرنده است.